# Госпиталь Ларибуазьер
Госпиталь Ларибуазьер (фр. Hôpital Lariboisière) — действующая больница в Париже, расположенная в 10-м округе, на улице Ambroise-Paré. Госпиталь открыт в 1854 году, с 1975 года зарегистрирован как историческое здание.
Строителем госпиталя был аристократ и сенатор Оноре де Ларибуазьер, сын прославленного наполеоновского генерала. Госпиталь был построен им в соответствии с завещанием жены, Марии Элизы Руа (1794—1851), дочери богатого банкира и трёхкратного министра финансов Антуана Руа, которая скончалась бездетной. Архитектором выступил Мартен-Пьер Готье. Больничная капелла украшена статуями, аллегорически изображающими Веру, Надежду и Любовь, работы скульптора Жюльена-Шарля Дюбуа.
В 1938 году в госпитале Ларибуазьер скончался один из героев Гражданской войны на Юге России, командир легендарных Марковцев, генерал-майор Михаил Александрович Пешня.

## Галерея

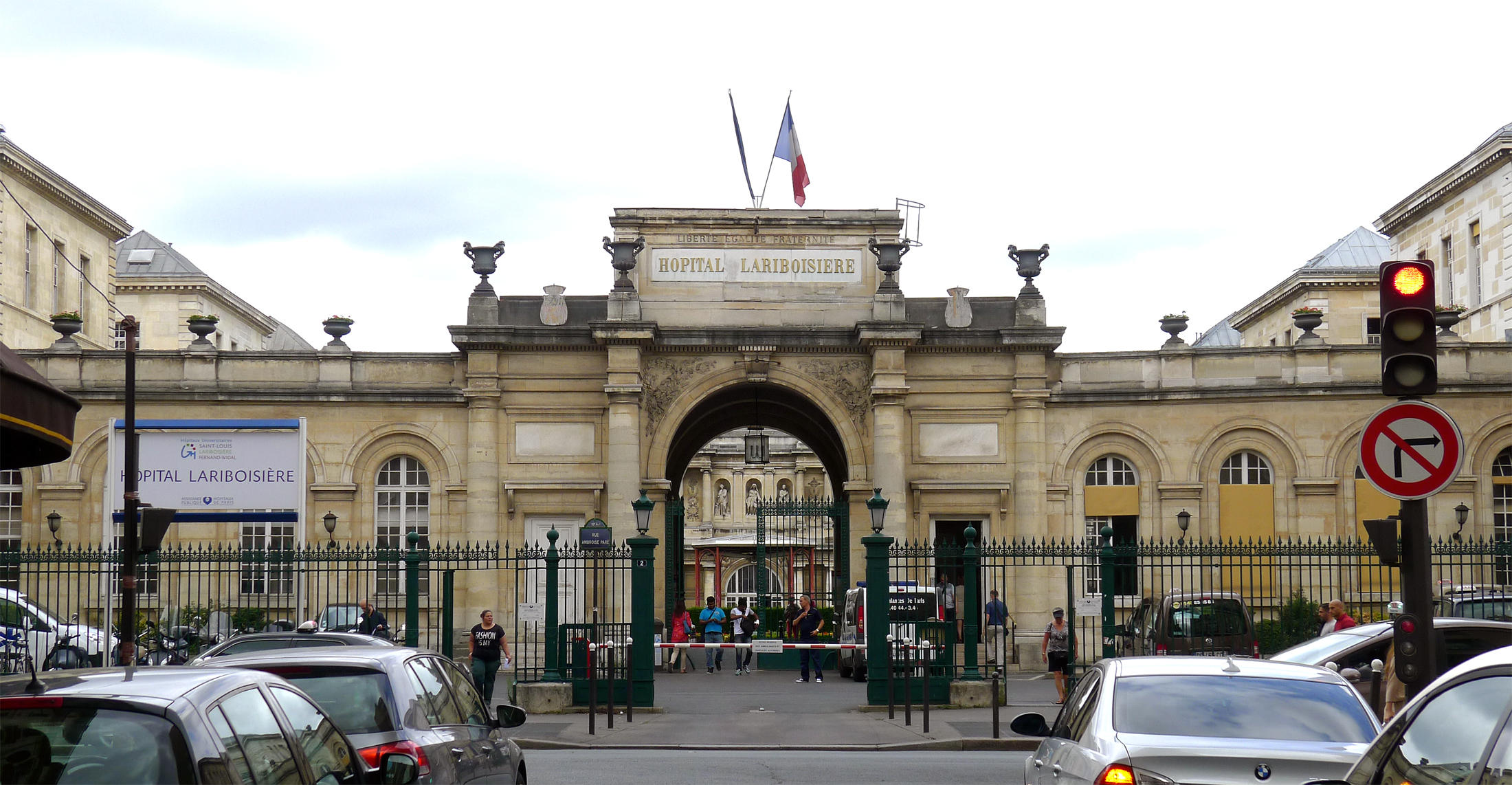
Ворота
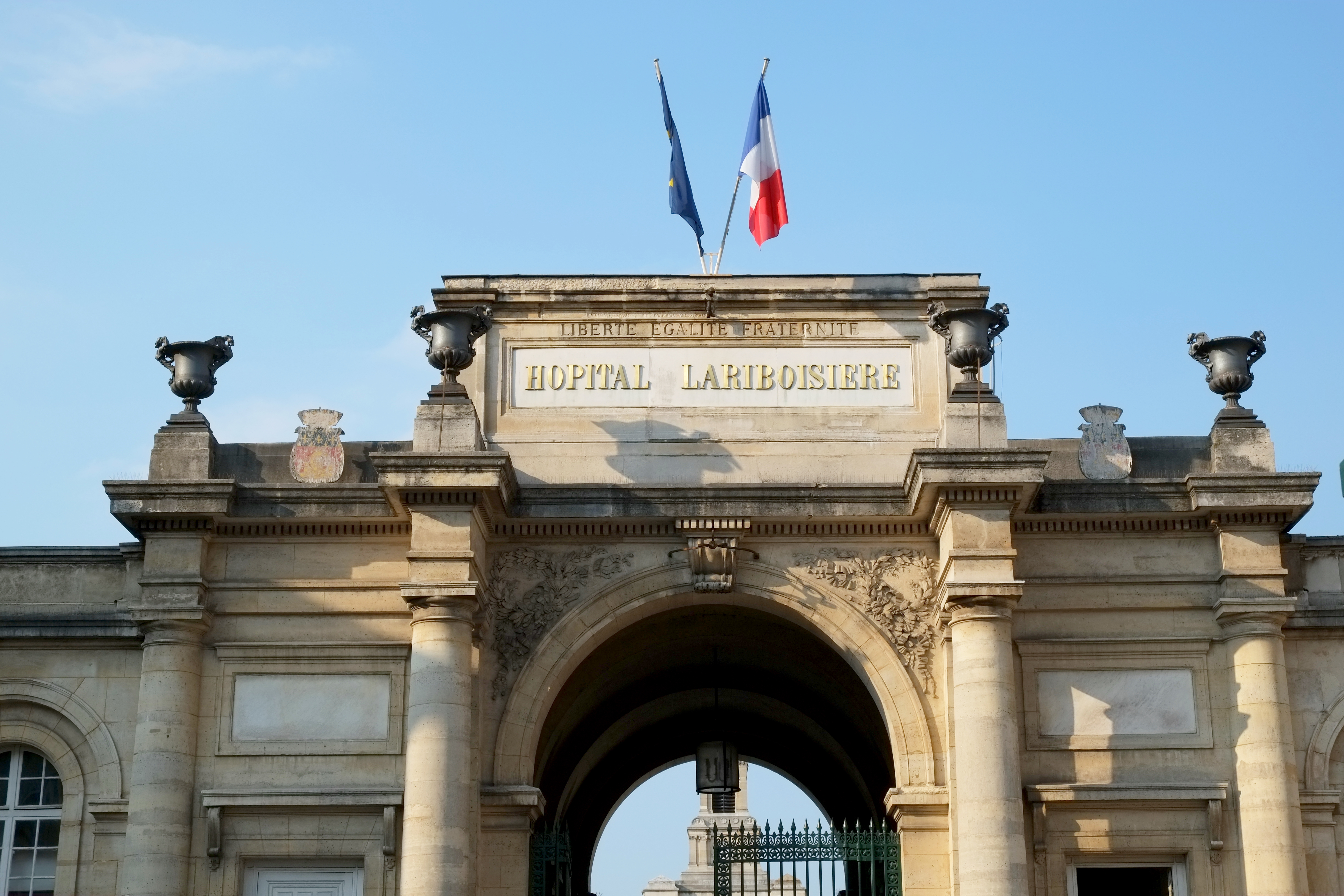
Ворота крупным планом
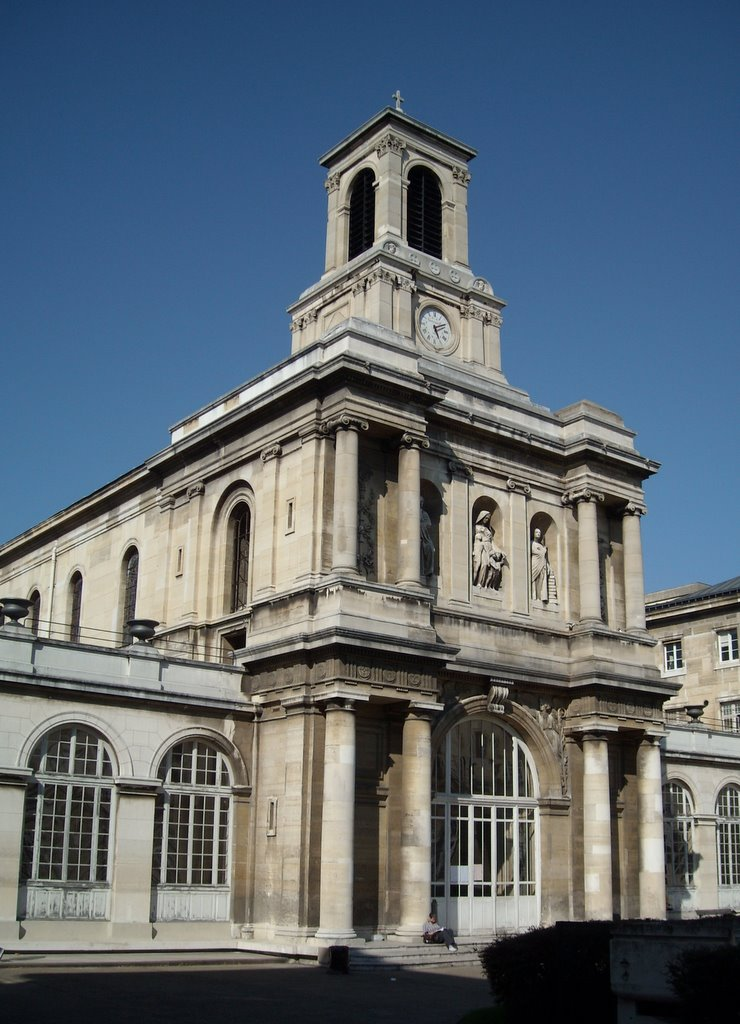
Капелла
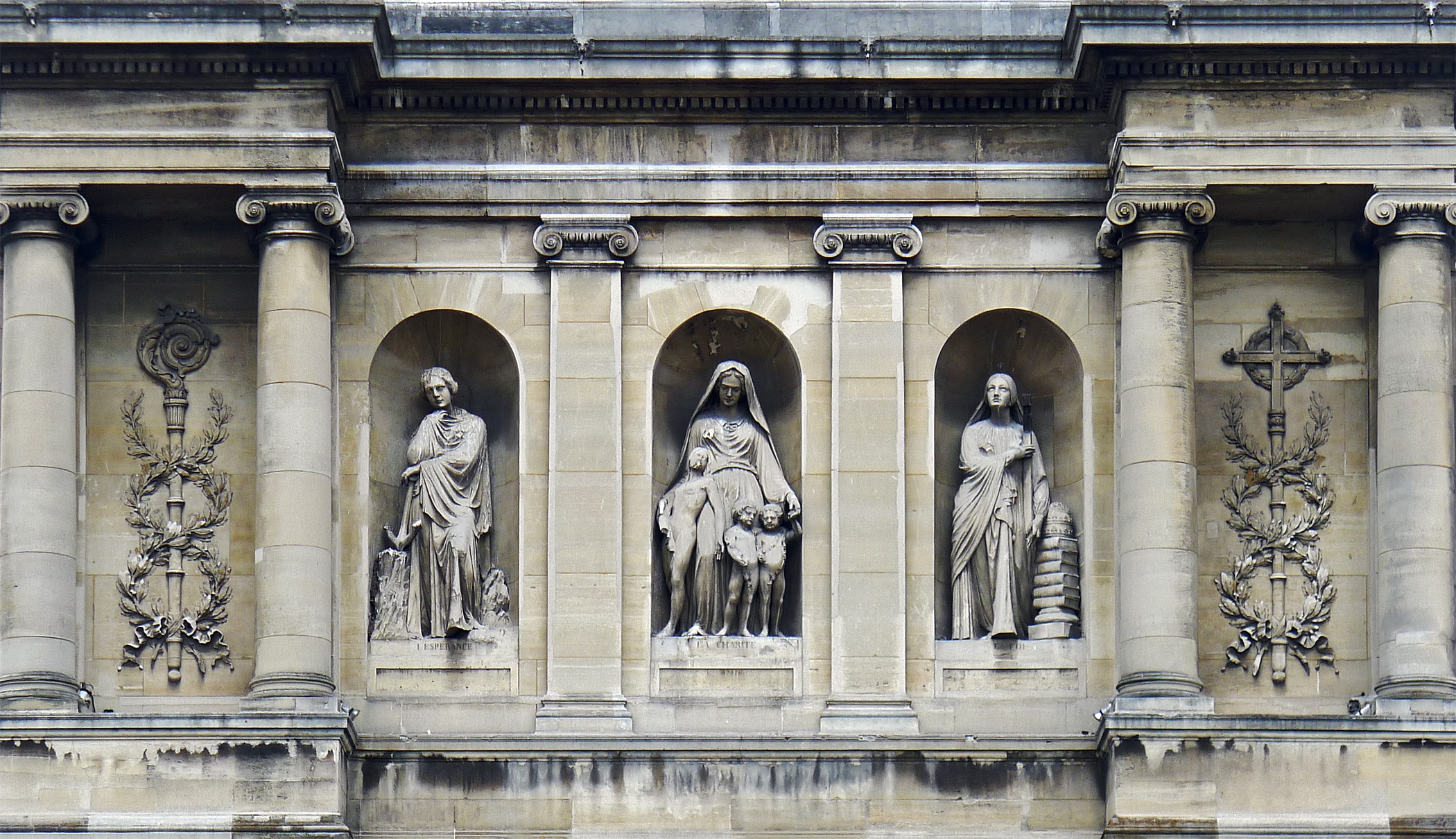
Статуи на фасаде капеллы
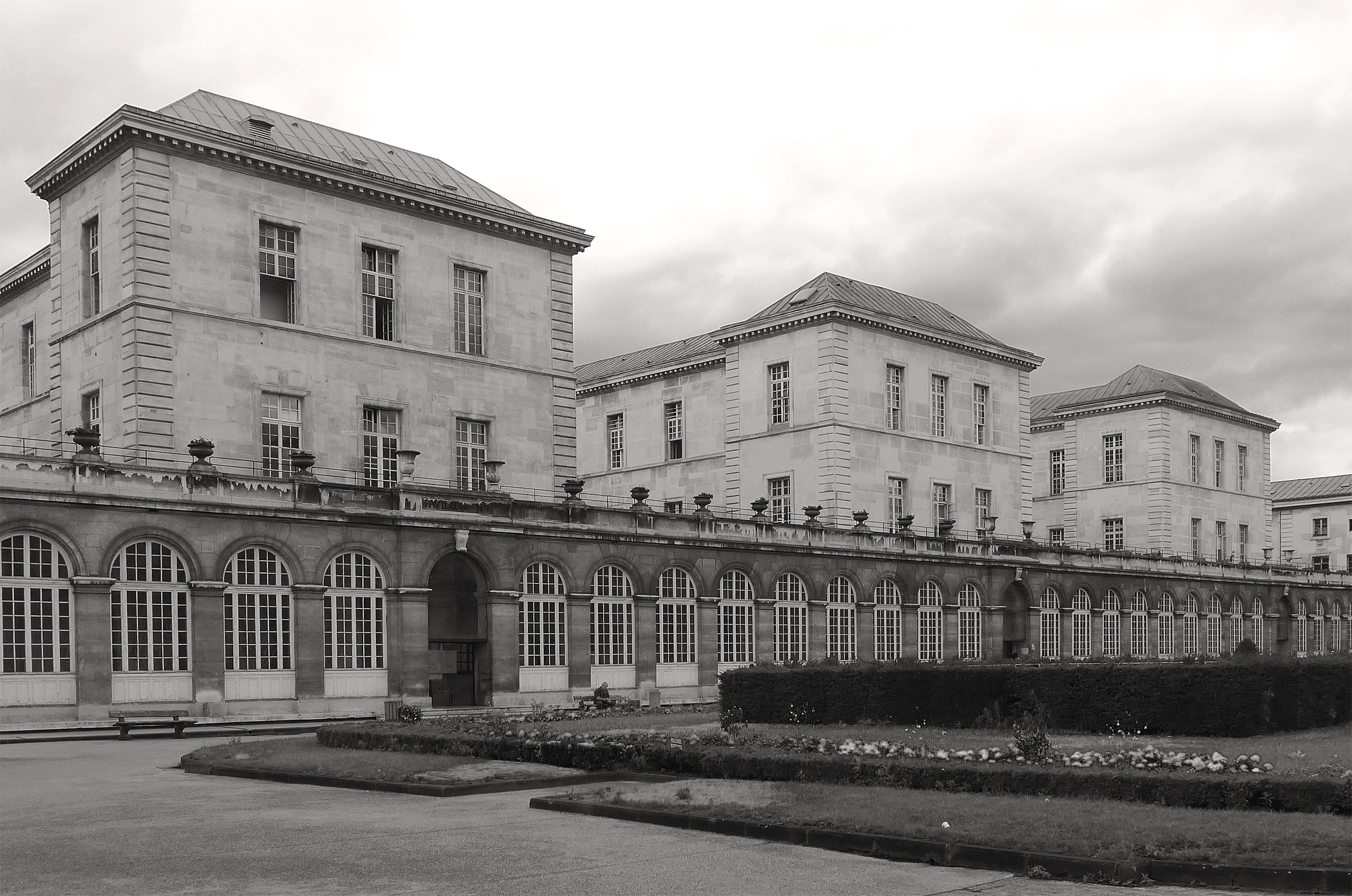
Павильоны
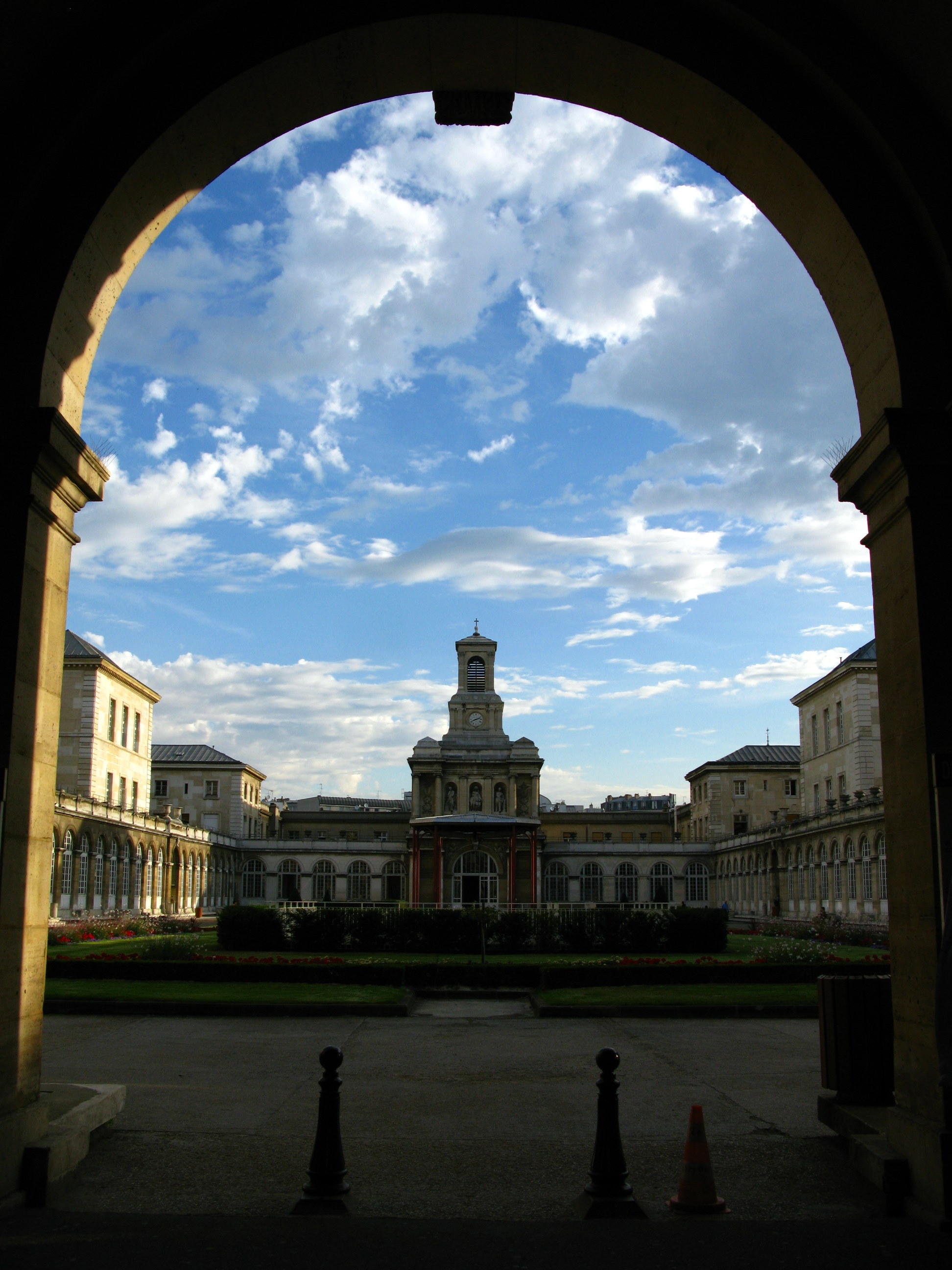
Внутренний двор